# Szalámitaktika

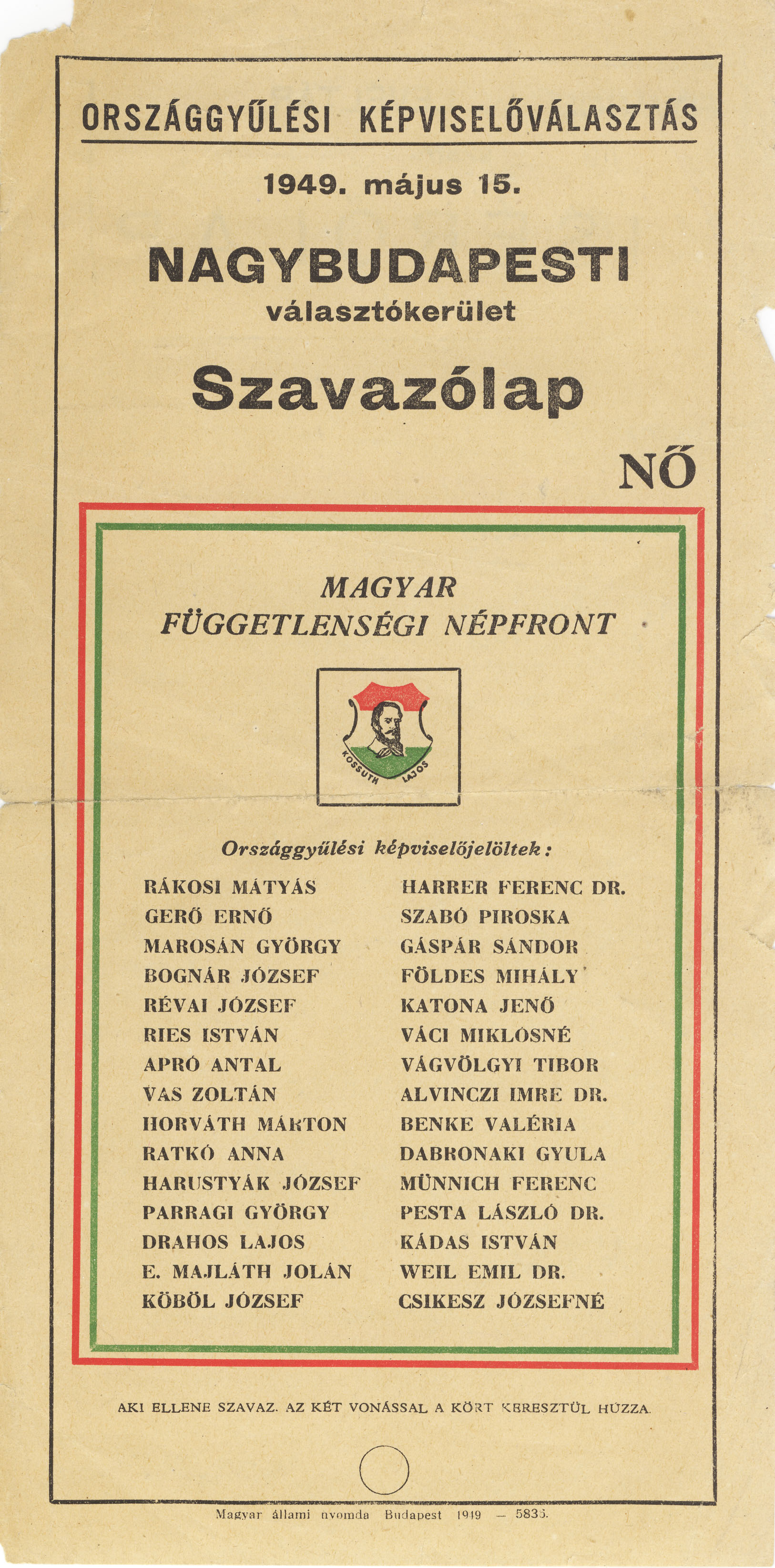
A taktika eredményeként az 1949-es választáson már csak egyetlen „közös” listára, a Magyar Függetlenségi Népfront listájára lehetett szavazni

A szalámitaktika a Magyar Kommunista Párt gyors hatalomra kerülése érdekében az 1945-ös, majd a '47-es magyarországi választás után a többi párttal szemben alkalmazott magatartásának, politikai módszereinek köznyelvi elnevezése volt. Az eljárás lényege az ellenfelek megosztása, meggyengítése és részenkénti megsemmisítése.
A kifejezést Rákosi Mátyás használta először. Szélesebb értelemben ezen taktikát alkalmazta a szovjet megszállási zónában tevékenykedő többi kommunista párt is egyeduralma kiépítéséhez.

## Alkalmazása
A második világháború végén újjászerveződő politikai életben a kommunisták részben szovjet ösztönzésre és támogatással szinte azonnal nekiláttak a hatalom módszeres kisajátításának, a politikai ellenfelek felszámolásának. Legelőször a fasiszta és szélsőjobboldali pártokat tiltották be, majd nem sokkal később már a főbb rivális pártok vezetőit, vezéregyéniségeit tartóztatták le, vagy ítéltették el koholt vádak alapján börtönbe, vagy szökésre, majd tartós emigrációra kényszerítve őket. Voltak, akiket egyszerűen elraboltattak és a Szovjetunióba hurcoltattak a szovjet csapatokkal, mint például Bethlen Istvánt, a két háború közötti Magyarország egyik legbefolyásosabb politikusát, vagy Kovács Bélát, a háború utáni első, 1945-ös választásokon győztes Kisgazdapárt főtitkárát.
A vezetők, vezéregyéniségek helyébe lépőket, illetve a többi, a kommunista hatalom szemében „veszélyesnek” ítélt párttagokat egyenként, egymástól elszigetelve tették ártalmatlanná: általában megzsarolták, kizáratták a pártokból, visszavonulásra vagy az ország elhagyására késztették. Eszközeikben nem válogattak. Az így meggyengült és megfélemlített pártok többnyire hamar több részre szakadtak, „felszeletelődtek”, majd általában maguktól feloszlottak vagy beszüntették tevékenységüket. A maradék működő demokratikus pártokat 1949 elején a Magyar Függetlenségi Népfrontba kényszerítették, majd hamarosan végleg felmorzsolták, amit egy „belső tisztogatás” is követett; ez utóbbinak esett áldozatul például Rajk László is.

## A popkultúrában
A szalámitaktikára utalnak Denis Villeneuve Érkezés c. filmjében. 